# 24 Sextantis b
24 Sextantis b (en abrégé 24 Sex b) est une planète extrasolaire (exoplanète) confirmée en orbite autour de l'étoile 24 Sextantis (24 Sex), une sous-géante (classe de luminosité III) orange (type spectral K) située à une distance d'environ 74,79 parsecs du Soleil, dans la constellation équatoriale du Sextant, à environ 10h 23m 28,37s d'ascension droite et –00° 54′ 08,1″ de déclinaison.
Détectée par la méthode des vitesses radiales, sa découverte a été annoncée en 2010.